# Тайкан
Тайка́н (кит. упр. 太康, пиньинь Tàikāng) — уезд городского округа Чжоукоу провинции Хэнань (КНР). Уезд назван в честь Тай Кана — 3-го императора легендарной династии Ся.

## История
При империи Цинь в 224 году до н. э. был создан уезд Янся (阳夏县). При империи Северная Вэй в 446 году он был присоединён к уезду Фугоу, но в 488 году был воссоздан.
При империи Суй в 587 году уезд Янся был переименован в Тайкан. В 598 году уезд был переименован в Куанчэн (匡城县), но в 617 году ему было возвращено название Тайкан.
При империи Тан в 627 году к уезду Тайкан был присоединён уезд Фулэ (扶乐县).
В 1949 году был создан Специальный район Хуайян (淮阳专区), и уезд вошёл в его состав. В 1953 году Специальный район Хуайян был расформирован, и уезд перешёл в состав Специального района Шанцю (商丘专区). В 1958 году Специальный район Шанцю был присоединён к Специальному району Кайфэн (开封专区), но в 1961 году был восстановлен.
В 1965 году был создан Специальный район Чжоукоу (周口专区), и уезд вошёл в его состав. В 1969 году Специальный район Чжоукоу был переименован в Округ Чжоукоу (周口地区).
8 июня 2000 года постановлением Госсовета КНР были расформированы округ Чжоукоу и городской уезд Чжоукоу, и образован городской округ Чжоукоу.

## Административное деление
Уезд делится на 13 посёлков и 10 волостей.